# フリーマン奨学金
フリーマン奨学金とは米国のフリーマン財団が実施する奨学金プログラムの一つ。アジア11ヶ国から毎年選抜した生徒を、アメリカ屈指の名門リベラル・アーツ・カレッジであるウェズリアン大学へ4年間学費全額支給で送るというプログラム。

日本、中国、韓国、香港、台湾、フィリピン、タイ、ベトナム、マレーシア、シンガポール、インドネシアの各国及び地区から生徒は選抜される。
2008年度まで各国2名の選抜であったが、現在は各国１名の選抜となっている。
- 詳細
  - AIU高校生国際交流プログラム フリーマン奨学基金 Wesleyan大学奨学金/募集概要（2011年3月15日時点のアーカイブ）
  - Freeman Asian Scholars Program, Admission - Wesleyan University（2009年11月30日時点のアーカイブ）